# Yamamoto Hōsui
Pour les articles homonymes, voir Yamamoto.
Yamamoto Hōsui (山本 芳翠) (12 août 1850 - 15 novembre 1906), est un peintre japonais de peinture occidentale (洋画家) de la fin du XIXe siècle, parfois appelé Yamamoto Tamenosuke.

## Biographie
Né dans la province de Mino, Hōsui se forme d'abord au style bunjin-ga avant d'étudier la peinture occidentale avec Charles Wirgman et Goseda Horyu (1827–92) et auprès d'Antonio Fontanesi. Yamamoto se rend ensuite à Paris où il réside plus de dix ans et où il étudie à l'école de beaux-arts comme étudiant de Gérôme 1878-1887. Tandis qu'il réside dans la capitale française, il fréquente les artistes de la ville  et illustre une édition des « Chauves-souris de » Robert de Montesquiou.
De retour au Japon, il ouvre une académie de peinture, la « Seikokan » à Edo, où il enseigne le style français de l'école de Barbizon. Cette académie est ensuite renommée la « Tenshin Dojo » après que son ami et compagnon artiste Kuroda Seiki soit rentré au Japon pour se joindre à lui et y introduire la technique de la peinture en plein-air.

## Œuvres
Parmi ses travaux on compte Junishi (1892), cycle de douze peintures à l'huile de style occidental basées sur le thème des signes zodiacaux chinois (dont il reste dix tableaux ),.
Il réalise l'illustration des poèmes de la libellule, traduits du japonais (d'après la version littérale de Kinmochi Saionji) par Judith Gautier. Cette œuvre commune représente en quelque sorte l'expression du premier tanka en langue française.

En 1882, le peintre fera le portrait de Judith Gautier, qui est le premier d'une européenne au Japon.

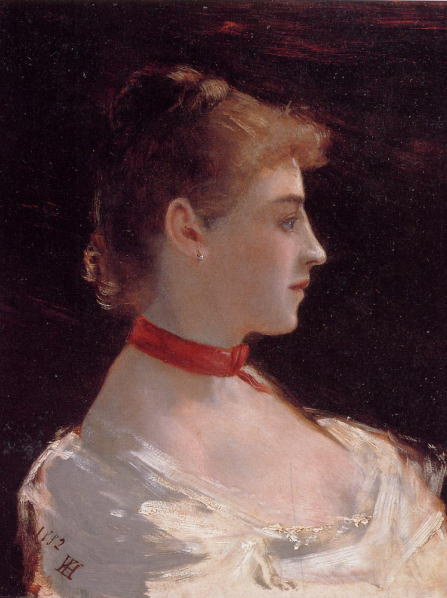
Yamamoto Hōsui painted this portrait of Judith Gautier when he was studying in France.